# 김상만 (언론인)
김상만(金相万, KBE, 1910년 1월 19일~1994년 1월 26일)은 대한민국의 언론인, 기업인이다. 전북 부안에서 태어나 동아일보 회장, 아시아신문재단 회장, 《국제언론인협회(IPI)》의 종신명예회원 등을 역임하였다.
호(號)는 석촌(惜村)·일민(一民)이고, 본관은 울산(蔚山)이다. 인촌 김성수와 고광석의 장남이다.
군사 정권 당시 야당 성향의 언론을 운영하며 정권에 맞섰으나, 1988년 노태우 정부 출범 이후부터는 친정부 내지는 친보수 성향을 보였다.

## 생애

### 출생
일민 김상만은 1910년 전라북도 부안군 줄포면 줄포리 455번지에서 동아일보의 설립자 김성수(金性洙)와 고광석의 장남으로 태어났다.

### 학력
중앙고등보통학교 졸업한지도 2년 후 1930년 2월 일본에 유학, 1933년 일본 주오대학(中央大學) 예과(학사)를 수료하고 영국으로 건너가 런던대학교 정경대학(School of Economics ＆ Political Science)에서 수학하기도 했다. 1936년 영국 런던대학교 정치학 석사 수료 이후 다시 일본에 건너가 1940년 일본 와세다대학 법학부(법학석사)를 나왔으며, 1985년 일본 와세다대학으로부터 명예법학박사 학위를 받았다.

### 동아일보 경영
1949년 동아일보 이사로 언론계에 투신한 이래 45년간 동아일보사의 실질적인 사주(社主)로서 재임하는 동안 동아일보의 사세가 신장되었다. 아버지인 김성수의 사후 그는 사촌형인 고재욱과 상의하여 회사를 경영해 나갔다. 이후 점차적으로 그는 막후에서 영향력과 실력을 행사하였다.
1955년 재단법인 고려중앙학원 이사에 선출되었다. 1955년 동아일보사 상무, 1961년 전무이사 겸 발행인을 거쳐 부사장으로 있으면서 1963년 4월 25일에는 동아방송(DBS)을 개국하였고, 일간 ≪소년동아≫(1964.7.)를 창간하였으며, 일제하에 발행되다가 폐간된 월간 신동아(1964.9.), 여성동아(1967.11.) 등의 잡지를 재발간하였다. 1966년 동아일보 부사장 겸 발행인으로 재임 중, 신동아 필화사건이 일어나 발행인의 자리에서 물러났다.
1971년 8월에는 동아일보 사장에 취임하였다. 1974년에는 동아일보사 기자와 동아방송 프로듀서들이 노동조합을 결성하고 자유언론실천운동을 전개하는 과정에서 회사측과의 갈등이 심화 대립되는 상태가 벌어졌는데, 이 해 말부터 박정희(朴正熙) 정권은 동아일보와 모든 자매지에 대한 광고 탄압을 자행하여 안팎으로 커다란 시련을 겪었다. 그 와중에서 기자와 방송 프로듀서들에 대한 집단해고 사태가 벌어지기도 하였으나 김상만은 어려운 상황을 극복한 공로로 국제신문발행인협회(FIEJ)의 1975년도 ‘자유의 금펜상(Golden Pen of Freedom)’을 받았다. 이어서 1977년 동아일보사 대표이사 회장, 1981년 동아일보사 명예회장을 역임하였다.
그러나 정권의 탄압에서 해고된 직원들의 처우를 외면하여 후일 비난의 대상이 되었다. 1978~1986년 국제언론인협회(IPI) 본부이사를 지냈다. 1982년 재단법인 고려중앙재단 이사장에 선임되고 1983년 한영수교 100주년기념사업위원장, 1984년 신문인협회 고문, 1986년 IPI 종신명예회원에 선임되었다. 1988년 노태우 정부가 출범하자 정부에 대한 비판적 기사를 자제하고 점차 온건적 성향, 친정부 성향으로 변화해갔다.
1989년 동아일보 해직 직원들을 중심으로 한겨레 신문이 창간되면서 동아일보는 보수적 성향으로 변신했고 그는 이를 묵인했다. 1992년의 대통령 선거에서는 김영삼을 지지하였다고 전해진다.

### 기타 활동
대외적인 활동으로는 1971년 아시아신문재단(PFA) 이사로 선임되어 1976년 4월에는 아시아신문재단 회장에 피선되었으며, 1979년에는 국제신문협회(IPI) 본부이사로 선임되었다가 1986년 5월에는 명예 종신회원에 추대되었다. 1964년부터 1978년까지는 한영협회(韓英協會) 회장을 맡았고, 1982년에는 고려대학교 재단인 학교법인 고려중앙학원 이사장으로 교육사업에도 힘을 쏟았으며, 재단법인 동아꿈나무재단을 설립하여 이사장을 맡았다.
그 밖에도 교육과 장학 사업에도 가담하여 고학생들의 후견인을 자처하였고, 재단법인 의양언론재단 이사, 한국정신박약아보호협회 이사, 한양로타리클럽 회장 한국박물관회 회장, 한영수교 １백주년 기념사업위원장을 맡는 등 폭넓은 사회활동을 전개하였다. 1994년 6월 동아일보에서는 광화문 사옥 1, 2층에 김상만의 호를 따서 ‘일민문화관’을 개관하였으며, 같은 해 7월에는 유족 친지들의 재산출연으로 ‘일민문화재단’을 설립하여 문화·학술연구지원 및 국제교류사업을 펼치기로 하였다. 그는 시종일관 군사정권과 척을 지었지만 1987년 노태우 정부에 호의적이었고, 1992년에는 김영삼을 적극 지원하여 당선에 기여하였다.

### 사후
사후 금관문화훈장(1등급)이 추서되었다. 그의 빈소는 고려대학교 내 인촌기념관에 마련되었고, 경기도 남양주군 화도면 금남리 선영에 안장되었다.

## 학력
- 중앙고등보통학교 졸업
- 주오대학교 경제학 학사
- 런던대학교 대학원 철학 석사
- 와세다대학교 대학원 법학 석사

### 명예 박사 학위
- 1969년 연세대학교 명예법학 박사
- 1972년 중화학술원 명예문학 박사
- 1985년 와세다대학교 명예법학 박사

## 약력
- 1944년 전라북도 고창군 원파농장 지배인
- 1946년 전라북도 고창여자중학교 재단 이사
- 1949년 동아일보사 이사
- 1949~55년 동아일보사 이사·업무국장
- 1950~52년 6.25 전쟁으로 부산 피난
- 1952년 휴전 후 서울로 상경
- 1955년 재단법인 고려중앙학원 재단 이사
- 1955~61년 동아일보사 상무이사
- 1955~82년 학교법인 고려중앙학원 이사
- 1961년 한국신문협회 이사
- 1961년 경성방직주식회사 감사
- 1961~65년 동아일보사 전무 겸 발행인
- 1963년 4월 동아방송 개국
- 1964년 〈소년동아일보〉·〈신동아〉창간
- 1965년 '신동아필화사건'으로 발행인 자리에서 물러났다.
- 1961~74년 경성방직주식회사 감사
- 1964~78년 한영협회 회장
- 1966년 동아일보사 부사장
- 1966~71년 동아일보사 부사장 겸 발행인
- 1966년 재단법인 인촌기념회 이사
- 1966~71년 한국신문연구소 감사
- 1967년 〈여성동아〉복간
- 1968년 한국정신박약아보호협회 이사, 한국불교문학회 명예회장
- 한국신문협회 이사
- 1971년 아시아신문재단(PFA) 이사, 한국신문연구소 이사
- 1971년 서울로터리클럽 회장
- 1971~77년 동아일보사 대표이사 사장 겸 발행인[2]
- 1973년 동아일보 사장에 유임됨
- 1976년 아시아신문재단 회장
- 1977~81년 동아일보사 대표이사 회장
- 1978~86년 국제언론인협회(IPI) 본부 이사
- 1981년 11월 6일 대영 제국 훈장 명예 2등급(honorary KBE)[3]
- 1981년 동아일보 명예회장
- 1982년 고려중앙학원 이사장
- 1982년 사단법인 인촌기념회 고문
- 1983년 한영협회 명예회장
- 1986년 동아꿈나무재단 이사장, 매헌윤봉길의사 의거55주년행사 추진위원회장
- 1986년 국제언론인협회(IPA) 이사에서 물러나고, IPA 종신명예회원에 피선됨
- 한국신문윤리위원회 위원
- 1981년~ 동아일보사 명예회장
- 1986년~ 국제언론인협회 명예종신회원
- 학교법인 고려중앙학원 이사장
- 1990년 아시아신문재단 명예회장
- 1993년 한국학물관회 회장

## 상훈
- 1974년 명예 대영 제국 훈장 3등급(honorary CBE, 외국인대상 정원외 명예훈장)
- 1975년 국제신문발행인협회(FIFJ) 자유의 금펜(Golden Pen of Freedum) 상
- 1981년 명예 대영 제국 훈장 2등급(honorary KBE, 외국인대상 정원외 명예훈장)
- 1982년 국민훈장 무궁화장(1등급)
- 1982년 중화민국 문화 훈장
- 1985년 미국 미주리 주립대학교 '1985년도 언론 공로상'
- 1989년 프랑스 정부 공로 훈장
- 1993년 독일 정부 공로 훈장
- 1994년 금관문화훈장(1등급)

## 가족 관계
- 생부: 김성수(金性洙)
- 생모: 고광석
- 계모: 이아주
  - 이복동생: 김남
  - 이복동생: 김상석
  - 이복동생 : 김상흠
  - 이복동생 : 김상기
  - 부인: 고현남(高賢男, 2남 3녀)
    - 첫째 아들: 김병관
    - 첫째 자부: 안경희
      - 손자: 김재호
      - 손자: 김재열

## 같이 보기
- 동아일보
- 인촌 김성수
- 김상기
- 송진우
- 김병관
- 전국경제인연합회
- 경방